# Écuillé
Écuillé is een gemeente in het Franse departement Maine-et-Loire (regio Pays de la Loire) en telt 457 inwoners (1999). De plaats maakt deel uit van het arrondissement Angers.

## Geografie
De oppervlakte van Écuillé bedraagt 12,7 km², de bevolkingsdichtheid is 36,0 inwoners per km².
De onderstaande kaart toont de ligging van Écuillé met de belangrijkste infrastructuur en aangrenzende gemeenten.

## Demografie
Onderstaande figuur toont het verloop van het inwonertal (bron: INSEE-tellingen).